# Amand Hermann
Amand (Amandus) Hermann OFM (1639, Nysa – 1700, Praha), někdy též Herrmann, byl slezský a český františkán, filozof a teolog.

## Život
V františkánském řádu působil bratr Amand nejprve v různých konventech jako kvardián, například v Olomouci v letech 1681–1682 a 1685 až 1686 nebo 1687. Z pověření generálního řádového ministra nebo komisaře jakožto osvědčený teolog a bratr zkušený ve vedení řádu vizitoval Amand Hermann zahraniční františkánské provincie. V roce 1680 vizitoval provincie tyrolskou a velkopolskou, 1693 zase rakouskou a bosensko-chorvatskou (zvanou tehdy kraňská). V rámci české provincie byl zvolen jako její kustos, posléze český provinciál (1687–90) a rovněž generální definitor stojící v čele celého františkánského řádu. Působil jako učitel – lektor filozofie na františkánských klášterních studiích v Olomouci (1675), kde byl rovněž kvardiánem, v Praze, Vratislavi a Hlubčicích. Hermannův věhlas učitele bohosloví se však dostal i mimo hranice františkánských škol. Jako profesor vyučoval teologii augustiniánů kanovníků v Třeboni (1669) a v blíže neznámém cisterciáckém klášteře.
Pro svou dlouhodobou pedagogickou činnost ve františkánském řádu získal titul lector theologiae iubilatus a roku 1700 byl za své zásluhy na poli vědy jmenován řádovým písařem (scriptor ordinis). Spolu se zeměpánem hrabětem Františkem Ferdinandem Gallasem se jako tehdejší provinciál zasadil o založení kláštera v Hejnicích. Zemřel 26. 11. 1700 v konventu v Praze jako generální definitor františkánského řádu.

## Dílo
Tiskem vyšly následující knihy Amanda Herrmanna:
- Sol triplex in eodem Universo, sive Philosophiae Cursus integer ...,[pozn. 2] nazývaný někdy zkráceně jen Cursus philosophicus.[pozn. 3] Učebnici o více než 1000 stranách velkého foliového formátu vytiskli v Sulzbachu Michael a Johann Friedrich Endterové roku 1676. Již podle titulu svou příručku neurčil jen františkánům, ale také studujícím řeholníkům z řádů augustiniánů kanovníků a cisterciáků, u nichž teologii dříve vyučoval. V knize je několik celostránkových mědirytin, list před titulní stranou zobrazuje znaky augustiniánů, cisterciáků a františkánů dle představitelů tří církevních řádů, z nichž dílo vychází. Cenzory díla byli mj. františkáni Antonín Brouček, Bernard Sannig, Antonín Bruodin nebo Antonín Hartmann.
- Desertum Pharan Mystice explicatum, cum Quadraginta duabus in eo Mansionibus Filiorum Israel ad Palaestinam pergentium .[pozn. 4] Knihu s více než pěti sty stranami a alegorickým mapovým frontispisem Izraele[pozn. 5] v osmerkovém formátu vytiskla jezuitská tiskárna v Kališu v roce 1685. Zaměřila se na postní dobu srovnávajíc ji s putováním Izraelitů po poušti a dle titulu měla sloužit především jako podklad či podnět k tvorbě postních kázání. Přestože se dle dochovaných exemplářů většina františkánských klášterů vybavila vícero exempláři prvního vydání knihy, vyšla znova v o něco skromější podobě o dva roky později u pražského tiskaře Konráda Mullema.[pozn. 6] Týž tiskař měl dílo vytisknout ještě jednou v roce 1696.[pozn. 7]
- Pium vademecum continens pientissima exercitia[pozn. 8] Asi třísetstránkovou příručku duchovních cvičení v praktickém kapesním (dvanácterkovém) formátu vytiskl v Praze tiskař Jiří Černoch v roce 1678. Ve druhém vydání spatřila světlo světa v Olomouci v tiskařské dílně Jana Josefa Kiliana roku 1678 nebo 1679.[pozn. 9]
- Die andächtige Dienst-Magd/ die grössere servilia und amabilia die schöne Freyle – rozjímání a duchovní příklady zejména pro služebné ženy, v starší literatuře též uváděné jako Servilia et amabilia. Německé dílo o asi 120 stranách kapesního formátu vytiskl zřejmě soused pražských františkánů Jan Mikuláš Hampel mezi lety 1690 a 1694.[pozn. 10] Knihu autor dedikoval a zřejmé též sponzoroval Jiří Adam Ignác Lachnicht, farář v kladském Mezilesí, zřejmě Hermannův osobní přítel.

- Capistranus Triumphans, seu Historia fundamentalis de Sancto Joanne Capistrano vytištěné v Kolíně nad Rýnem Balthasarem Joachimem Endterem v roce 1700. S téměř tisíci stranami foliového formátu se údajně jednalo o nejrozsáhlejší soudobé hagiografické dílo o sv. Janu Kapistránovi, představující světce jako vítězného na oblaku rovněž na frontispisovém mědirytu.[pozn. 11] Cenzory díla byli mj. Antonín Hartmann, Sebastian Schambogen, Řehoř Jeřábek, Apolinaris Khytribius nebo Castulus Martin. Kniha je věnována hraběti Františku Antonínu Šporkovi.
- Ethica sacra scholastica speculativo-practica s obvyklým rozvláčným barokním titulem[pozn. 12] tvoří pandán k čtyřsvazkovému dílu Tractatus theologici. Dohromady pokrývají celou látku teologického kurzu skotistické školy. Jako i jiná Hermannova díla byla vytištěna a vydána mimo české království, konkrétně ve Würzburgu roku 1698.
- Tractatus theologici sacramentis censuris et poenis ecclesiasticis...  představovala dvoudílnou učebnici etiky pro františkánská studia, vydanou roku 1696 norimberským knihkupcem Johannem Ziegerem.[6] Cenzory díla byli mimo jiné františkáni Řehoř Jeřábek, Martin Castulus, Sebastian Schambogen nebo hyberni z pražské koleje. Kniha je dedikována hradišťskému opatovi Norbertu Želeckému z Počenic.
- Tractatus theologici in {primum|secundum|tertium|quartum} sententiarum librum. Ve čtyřech svazcích postupně rozebírá Knihy sentencí Petra Lombardského v duchu skotistické školy (ad mentem Ioannis Dunsii). Dílo vyšlo v letech 1690–1694 ve Frankfurtu a Kolíně nad Rýnem.[pozn. 13] Dle mědyritových rytin a následných dedikací za titulními listy byly jednotlivé díly věnovány plaskému cisterciáckému opatovi Ondřeji Trojerovi, olomouckému biskupovi Karlu z Lichtenštejna, knížeti Janu Adamovi I. z Lichtenštejna a knížeti Janu Antonínu z Eggenbergu.[pozn. 14] Cenzory díla byli mimo jiné františkáni Antonín Hartmann, Hermann Zorisch nebo hyberni z pražské koleje. Zahraniční tiskař a čelné osoby církve v dedikacích dokládají velkolepost, s jakou bylo zveřejnění nejobjemnějšího Hermannova díla provedeno.

Zatímco díla většiny jiných českých františkánů byla tištěna v místních tiskárnách, s nimiž měl klášter nezřídka osobní vztah, Hermannova díla byla většinou tištěna v německých zemích (Frankfurt, Kolín, Kališ), což naznačuje jeho vliv jako teologa a učitele i mimo české země.
V rukopise se dochovala Hermannova díla:
- Vademecum seu exercitis religiosa, Menses Hebraeorum – autograf[pozn. 15]
- Itinerarium Romanum seu descriptio viae quam Romam versus fecerunt… Anno 1679 incipiendo a prima Martii ex conventu neo-Pragensi B.M. ad Nives – autograf popisující Hermannovu cestu na řádovou generální kapitulu v Římě, k čemuž si připojil latinsko-italský slovníček a další deník Diarium triennale provincialatus P. F. Amandi Hermann [1687-1690][pozn. 16]
- Visitatio almae provinciae Tyrolensis Ordinis Minorum Reformatorum facta per... patrem Amandum Herman... anno Domini 1680 die 26. Aprilis... – poznámky z řádové vizitace tyrolské provincie františkánů[pozn. 17]